# Невеста чародея
«Невеста чародея» (яп. 魔法使いの嫁 Махо:цукай но ёмэ) — манга, написанная и проиллюстрированная Корэ Ямадзаки. Публикация манги началась в ноябре 2013 года в журнале Monthly Comic Blade издательства Mag Garden. В 2015 году манга была номинирована на премию Манга тайсё. С декабря 2023 года манга выходит онлайн на сайте Comic Growl, принадлежащем компании Bushiroad.

## Сюжет
Действие происходит в современном мире, где в тайне от людей существуют духи, драконы, феи, с которыми могут контактировать волшебники, чародеи и алхимики. При этом, чародеи и ведьмы по неназванным причинам ныне практически не рождаются.
Могущественный чародей Элиас Эйнсворт покупает на аукционе за огромную сумму денег пятнадцатилетнюю Тисэ Хатори, девочку, обладающую большой магической силой, известной, как Слэ Беге, для того, чтобы та стала его ученицей и невестой. С этого момента Тисэ Хатори начинает свою новую жизнь в Англии, в мире фей, драконов и других волшебных существ. Она обучается магии и периодически выполняет с Элиасом задания церкви по изгнанию нечистых духов. Однако со временем девушке начинают открываться тайны тёмного прошлого, связанные с Элиасом, и что Тисэ осталось жить лишь несколько лет из-за природы её дара.

## Персонажи
Тисэ Хатори (яп. 羽鳥智世 Хатори Тисэ) — главная героиня истории. Она является ученицей и будущей невестой чародея Элиаса Эйнсворта. Имеет красные волосы и бирюзово-зелёные глаза.  У Тисэ было сложное детство. После разрыва с мужем и младшим сыном мать Тисэ покончила жизнь самоубийством, потому что не могла принять странности дочери. Все окружающие Тисэ люди считали её странной. Является Слэ Беге, обладает редкой способностью создавать много магии и одновременно черпать из окружающего мира, однако её тело слишком слабо и истощено, поэтому после каждого применения магии она теряет сознание и ей осталось жить несколько лет. Хотя Тисэ понимает, что является питомцем и объектом эксперимента Элиаса, она привязывается к нему и даже влюбляется, так как все знакомые ей люди и родные проявляли хладнокровие или презрение. 
Сэйю: Ацуми Танэдзаки
Элиас Эйнсворт (яп. エリアス・エインズワース Эриасу Эйндзува:су)  — наставник Тисэ, чародей. Купил её на закрытом аукционе волшебников и поселил в своём доме. Элиас выглядит очень спокойным, человеческие чувства ему чужды, хотя он и объявил, что Тисэ станет его женой, сам толком не понимая, что это такое. Со временем он сильно привязывается к девушке. Элиас опытный чародей, он может превращаться в тени, но не способен применять очищающую от нечисти или проклятья магию, так как она противоречит его природе. Неизвестно, к какой волшебной расе принадлежит Элиас, но известно, что Элиас попал под действие проклятия наподобие того, как человек может стать одержимым тёмной силой. С Элиасом произошло обратное: по своей природе он представляет собой нечисть, которая после чьего-то «проклятья» стала стремиться вести себя как человек, познавать новое, знакомиться с людьми и волшебными существами. Так Элиас стал чародеем, облачился в одежду и поселился в доме Силки. Элиас не помнит, что было до «проклятья», лишь то, что он наводил ужас на людей и питался ими. Когда Элиас приходит в ярость, то изменяет свою форму на более монстроподобную. Намерен найти способ продлить жизнь Тисэ.  
Сэйю: Рёта Такэути
Рут (яп. ルツ Руцу) — чёрный пёс. Изначально был охранником при церкви, защищавшим могилы от осквернителей и злых духов. Несколько веков назад он влюбился в девушку с алыми волосами и зелёными глазами по имени Изабель. Однако под предлогом несчастного случая её убили, и Рут с тех пор тосковал по ней у её могилы. Это события наложили на него сильный след, так как сам Рут стал верить, что он человек, и находился в основном в человеческой форме, хотя представители его вида как правило хладнокровно относятся к людям и не трогают их, но могут напасть на случайных прохожих, если посчитают, что они пришли осквернить могилы. Рут быстро привязался к Тисэ, так как она напоминает ему Изабель, и решил стать её фамильяром, зная, что жить девушке осталось недолго, а со смертью хозяина умирает и фамильяр. До встречи с Тисэ носил имя Улисс.
Сэйю: Коки Утияма
Анджелика Барли (яп. アンジェリカ・バーレイ Андзэрика Баːрэи) — старая знакомая Элиаса, инженер магической техники. Алхимик и практикует техники магов (волхвов).
Сэйю: Юко Кайда
Силки (яп. シルキー Сирукиː) / Серебряная Госпожа (яп. 銀の君 Гин но кими) — хозяйка дома, в котором живёт Элиас, со стороны она выглядит, как служанка, на деле же самостоятельно занимается домашним хозяйством. Разрешила Элиасу жить в своём доме. Время от времени может выгонять из дома жителей. Она бывшая банши.
Сэйю: Ая Эндо
Линдел (яп. リンデル Риндэру) — чародей, который живёт вместе с драконами в их последнем убежище и охраняет их. Живёт уже несколько тысяч лет и путешествовал по городам ближнего востока с другими чародеями, излечивая больных и предсказывая будущее. Позже он ушёл на север и стал вести образ жизни отшельника, собирая мох и разводя оленей. Однажды нашёл в лесу Элиаса без памяти и приобщил к человеческой жизни и владению магии. Беспокоится о том, что Элиас может навредить Тисэ. 
Сэйю: Дайсукэ Намикава
Михаил Ренфред (яп. レンフレッド Рэнфурэддо) — волшебник, ненавидит чародеев. Отдал свою левую руку Картафилу в обмен на свои с Алисой жизни и знания Вечного жида. Презирает Элиаса и волнуется за судьбу Тисэ, считая, что Элиас использует её как подопытную крысу. Несколько раз по поручению Картафила вставал на пути у главных героев. Позже восстаёт против него и хочет найти способ продлить жизнь Тисэ. 
Сэйю: Сатоси Хино
Алиса (яп. アリス Арису) — ученица Ренфреда. Бывшая беспризорница, наркоманка и наркоторговец. Ренфред решил её удочерить под предлогом необходимости воспитать себе подручного. После этого Алиса стала преданной своему учителю. Она скупа на эмоции и даже сначала угрожала и нападала на Тисэ, но позже, когда героиня спасла Алису, потеплела к ней. 
Сэйю: Муцуми Тамура
Иосиф Картафил (яп. カルタフィルス Карутафирусу), также известный как Агасфер, вечный жид. Несмотря на свой возраст, имеет внешность шестнадцатилетнего подростка с белыми длинными волосами. Занимается сомнительными экспериментами, в последнее время направленными на попытки сделать себе новую руку взамен отстреленной.
Сэйю: Аюму Мурасэ

## Манга
Автором манги выступает Корэ Ямадзаки, которая с самого детства увлекалась рисованием и в том числе черпала вдохновение у таких произведений, как «Триган» и «Поездка за покупками в Иокогаму» или работ Токуити Минаги, чья манга затрагивает тему ёкаев и нечисти из иных фольклоров. Сама Ямадзаки заметила, что старалась выдерживать графику своей манги в классическом стиле, но в то же время сохранить интерес у молодой читательской аудитории. Ямадзаки — одна из немногих мангак-женщин, она придерживается мнения, что женщины способны глубже отражать душевные и эмоциональные аспекты персонажей, так как им легче ставить себя на роль чувственных персонажей. При этом Ямадзаки старалась одновременно не вдаваться излишне в эмоциональное изображение, считая, что это поможет сохранить интерес к истории и у мужских читателей. В целом мангака хотела создать историю, которая понравилась бы как старым, так и молодым читателям. Через созданную историю Ямадзаки хотела изобразить личностный рост главных героев Тисэ и Элиаса, историю их взлётов и падений, но и не переусердствовать с их количеством, так как это может отпугнуть читателей. Сама история должна была оставаться простой и в целом следовать сюжетной формуле попадания героя в «иной мир», или параллельную вселенную, при этом мангака призналась, что постоянно пересматривает ход развития сюжета, в итоге прописывая развитие персонажей иначе, чем она изначально задумывала.
Решение связать тему манги с западным фэнтези Ямадзаки объяснила тем, что ранее увлекалась английским народным творчеством, а также прочитала множество книг о феях, в том числе романы о Гарри Поттере. При этом мангака ориентировалась исключительно на внутреннюю, японскую аудиторию и была приятно удивлена тем, что её манга стала популярной за пределами родной страны. Ямадзаки считает, что этой популярности манга обязана в том числе благодаря достоверному изображению мира за пределами Японии, чем, по мнению Ямадзаки, многие другие мангаки пренебрегают. Изначально автор думала, что её история ограничится двумя томами. Мангака заметила, что даже через несколько лет после выхода аниме-экранизации ей по прежнему трудно поверить, что это произошло. Так как сформировавшаяся читательская база состояла в основном из женщин, Ямадзаки решила, что с дальнейшим развитием истории будет ориентироваться на неё. 
Ямадзаки также объяснила процесс создания сюжета, заметив, что вначале мангака определяется с общей сценой, обрисовывая в общих чертах то, что персонажи сказали бы и сделали, далее идёт работа над самими диалогами и подробными действиями — раскадровкой. Мангака призналась, что данная часть создания манги для неё самая болезненная. У Ямадзаки есть ассистенты, помогающие в создании конечных вариантов сцен, хотя мангака сама занимается созданием фонов. 
Корэ Ямадзаки начала публиковать серию в журнале Monthly Comic Blade в ноябре 2013 года. Первый том манги был издан 10 апреля 2014 года. По состоянию на март 2016 года тираж томов манги составил 2,5 миллиона копий. Последний том арки магической академии, девятнадцатый, был выпущен издательством Mag Garden 10 марта 2023 года, и манга ушла на перерыв до декабря, начав выходить на сайте Comic Growl компании Bushiroad. Первый свой бумажный том, двадцатый, Bushiroad издала 12 апреля 2024 года. У него вышло также ограниченное издание с Drama CD, а у 21-го — с акриловой диорамой.
Издательство «Истари комикс» лицензировало мангу в России и весной 2016 года выпустило первые три тома. На апрель 2024 года выпущено 17 томов.
| №  | Японский              | Японский               | Русский               | Русский                |
| №  | Дата публикации       | ISBN                   | Дата публикации       | ISBN                   |
| -- | --------------------- | ---------------------- | --------------------- | ---------------------- |
| 1  | 10 апреля 2014 года   | ISBN 978-4-8000-0284-6 | май 2016 года         | ISBN 978-5-904676-62-9 |
| 2  | 10 сентября 2014 года | ISBN 978-4-8000-0361-4 | май 2016 года         | ISBN 978-5-904676-63-6 |
| 3  | 10 марта 2015 года    | ISBN 978-4-8000-0422-2 | май 2016 года         | ISBN 978-5-904676-64-3 |
| 4  | 10 сентября 2015 года | ISBN 978-4-8000-0498-7 | ноябрь 2016 года      | ISBN 978-5-904676-68-1 |
| 5  | 10 марта 2016 года    | ISBN 978-4-8000-0547-2 | ноябрь 2016 года      | ISBN 978-5-904676-69-8 |
| 6  | 10 сентября 2016 года | ISBN 978-4-8000-0611-0 | октябрь 2017 года     | ISBN 978-5-904676-87-2 |
| 7  | 10 марта 2017 года    | ISBN 978-4-8000-0658-5 | июнь 2018 года        | ISBN 978-5-907014-11-4 |
| 8  | 9 сентября 2017 года  | ISBN 978-4-8000-0713-1 | август 2018 года      | ISBN 978-5-907014-28-2 |
| 9  | 24 марта 2018 года    | ISBN 978-4-8000-0747-6 | март 2019 года        | ISBN 978-5-907014-40-4 |
| 10 | 10 сентября 2018 года | ISBN 978-4-8000-0794-0 | 31 января 2021 года   | ISBN 978-5-907340-17-6 |
| 11 | 9 марта 2019 года     | ISBN 978-4-8000-0837-4 | 31 января 2021 года   | ISBN 978-5-907340-18-3 |
| 12 | 10 сентября 2019 года | ISBN 978-4-8000-0890-9 | 20 сентября 2021 года | ISBN 978-5-907340-19-0 |
| 13 | 10 марта 2020 года    | ISBN 978-4-8000-0945-6 | 12 мая 2022 года      | ISBN 978-5-907340-83-1 |
| 14 | 10 сентября 2020 года | ISBN 978-4-8000-1008-7 | 14 октября 2022 года  | ISBN 978-5-907340-84-8 |
| 15 | 10 марта 2021 года    | ISBN 978-4-8000-1055-1 | 23 мая 2023 года      | ISBN 978-5-907539-39-6 |
| 16 | 10 сентября 2021 года | ISBN 978-4-8000-1128-2 | 11 января 2024 года   | ISBN 978-5-907539-40-2 |
| 17 | 10 марта 2022 года    | ISBN 978-4-8000-1183-1 | 27 марта 2023 года    | ISBN 978-5-907539-41-9 |
| 18 | 9 сентября 2022 года  | ISBN 978-4-8000-1240-1 |                       |                        |
| 19 | 10 марта 2023 года    | ISBN 978-4-8000-1302-6 |                       |                        |
| 20 | 12 апреля 2024 года   | ISBN 978-4-0489-9617-4 |                       |                        |
| 21 | 8 октября 2024 года   | ISBN 978-4-04-899639-6 |                       |                        |

## Аниме
В пятом томе манги было объявлено о выпуске аниме-приквела, состоящего из трёх серий, Mahou Tsukai no Yome: Hoshi Matsu Hito («Невеста чародея: Ждущий звезду»). Созданием аниме занялась студия Wit Studio. Серии продавались на дисках совместно с ограниченными тиражами шестого, седьмого и восьмого томов манги. Первую серию также в течение двух недель, начиная с 13 августа 2016 года, показывали в кинотеатрах.
Первый сезон аниме выходил с 2017 по 2018 год и также создавался студией Wit Studio.
В 2021 году выходит три серии в формате OVA под названием Mahou Tsukai no Yome: Nishi no Shounen to Seiran no Kishi («Невеста чародея – Мальчик с запада и всадник мглы»). Созданием аниме занималась новая для франшизы студия Studio Kafka.
Весной 2023 года произошла премьера 2 сезона аниме-адаптации «Невеста чародея» под руководством Studio Kafka.

## Комментарии
1. ↑  Фея во вселенной «Невесты чародея» — очень широкое понятие и обозначает широкий класс сверхъестественных волшебных существ, которых человек без большой духовной силы не способен видеть. В данный класс попадают, например, вампиры. Феи называют людей созданиями из плоти.
2. ↑  Слэ Беге — уникальный и крайне редко встречающийся дар, совмещающий способности мага и алхимика. Их тела постоянно поглощают и производят огромное количество энергии, однако это истощает тело Слэ Беге и поэтому они умирают ещё в молодом возрасте.